# Passeport surinamien
Le passeport surinamien (en néerlandais : Surinaams paspoort) est un document de voyage international délivré aux ressortissants surinamiens, et qui peut aussi servir de preuve de la citoyenneté surinamienne.